# Lago d'Avio
Il lago d'Avio è un lago artificiale posto a 1908 metri sopra il livello del mare, in val d'Avio, tributaria della val Camonica in provincia di Brescia.

## Storia
Assieme al laghetto d'Avio, un piccolo bacino posto appena al di sotto di esso, il lago d'Avio è l'unico tra gli invasi che costellano la valle ad avere origine naturale. Entrambi tuttavia subirono interventi di ampliamento, con la costruzione di dighe, tra la prima e la seconda guerra mondiale, allo scopo di creare due invasi per alimentare la centrale idroelettrica di Temù grazie al notevole dislivello intercorrente tra l'alta e la bassa valle. La diga che contiene il lago d'Avio fu realizzata nel 1929.
Negli anni successivi alla fine del secondo conflitto bellico, il sistema idroelettrico della valle fu potenziato con la creazione dei bacini del lago Benedetto, del lago Pantano d'Avio e del lago Venerocolo, i quali essendo tutti collocati a una quota maggiore costituiscono parte del bacino del lago d'Avio.
La centrale di Temù oggi non è più attiva, poiché nei primi anni ottanta venne realizzata la centrale idroelettrica di Edolo alimentata direttamente dalle acque del lago d'Avio. La centrale fornisce una potenza massima di 1000 MW e nei momenti di surplus energetico, per esempio di notte, è dotata di potenti pompe in grado di riportare al lago l'acqua contenuta nella vasca di fondovalle.

## Descrizione
La diga a gravità che sostiene il lago è realizzata in calcestruzzo, è alta 37,52 metri e lunga 306 metri al coronamento.
Il lago formato dalla diga è lungo 985, largo 570 e profondo al massimo 79 metri; ha una capacità a pieno regime di 12.383.000 metri cubi (25.350.000 metri cubi secondo altre fonti). A causa della notevole presenza di minuscoli frammenti di roccia granitica in sospensione, l'acqua si presenta in molte occasioni di colore grigio chiaro e piuttosto torbida.

### Accessi
Nonostante esista una funivia di supporto alle strutture dell'Enel, tale impianto non effettua servizi di trasporto pubblico, pertanto è possibile raggiungere il lago solamente a piedi.
L'itinerario è contraddistinto dal segnavia numero 11 delle sezioni CAI di Valle Camonica. Il primo tratto del percorso, dal paese di Temù fino alla Malga Caldea (1584 m), è una strada forestale, piuttosto sconnessa in alcuni punti ma comunque percorribile anche in automobile (meglio se fuoristrada). In prossimità della malga è situato un parcheggio, che può ospitare qualche decina di autovetture.
Dalla malga si risale l'imponente gradino roccioso che separa la bassa dalla media valle dell'Avio, percorrendo una strada asfaltata di servizio normalmente non aperta al traffico, sino a raggiungere la Palazzina, nucleo di edifici di proprietà dell'ENEL, situato a una quota di 1904 metri, proprio al di sopra del laghetto d'Avio. Da lì inizia il percorso che costeggia i laghi, rimanendo però leggermente più in alto rispetto alle loro sponde.